# Marie-Michèle Gagnon
 Marie-Michèle Gagnon (Lévis, 25 april 1989) is een Canadese alpineskiester die is gespecialiseerd in de slalom en de reuzenslalom. Ze nam tweemaal deel aan de Olympische Spelen en haalde hierbij geen medaille.

## Carrière
Gagnon maakte haar wereldbekerdebuut in december 2008 tijdens de reuzenslalom in La Molina. Een maand later scoorde ze, dankzij een negende plaats in Cortina d'Ampezzo, haar eerste wereldbekerpunten. Op de wereldkampioenschappen alpineskiën 2009 in Val-d'Isère wist de Canadese niet te finishen op zowel de slalom als de reuzenslalom. Tijdens de Olympische Winterspelen 2010 nam ze deel aan de slalom en de reuzenslalom. Op de slalom eindigde Gagnon als 31e, op de reuzenslalom als 21e.
In Garmisch-Partenkirchen nam Gagnon deel aan de wereldkampioenschappen alpineskiën 2011. Op dit toernooi eindigde ze als 22e op de Super G en als 23e op de reuzenslalom, op de slalom en de supercombinatie bereikte ze de finish niet. In maart 2012 stond de Canadese in Åre voor de eerste maal in haar carrière op het podium van een wereldbekerwedstrijd. Op de wereldkampioenschappen alpineskiën 2013 in Schladming eindigde ze als achtste op de reuzenslalom en als dertiende op de slalom. Op 12 januari 2014 boekte Gagnon in Altenmarkt/Zauchensee haar eerste wereldbekerzege. Mede als gevolg van deze overwinning behaalde Gagnon de eerste plaats in het eindklassement van de wereldbeker 2013/2014 in de supercombinatie.
Op de Olympische Winterspelen 2014 eindigde Gagnon 9e op de slalom.

## Resultaten

### Titels
Canadees kampioene slalom - 2010, 2011, 2012, 2013, 2014, 2016
Canadees kampioene supercombinatie – 2009, 2010, 2011
Canadees kampioene reuzenslalom – 2011, 2013, 2016
Canadees kampioene super G – 2013, 2016

### Olympische Spelen
| Jaar | Plaats    | Resultaten                                                  |
| ---- | --------- | ----------------------------------------------------------- |
| 2010 | Vancouver | 21e Reuzenslalom 31e Slalom                                 |
| 2014 | Sotsji    | 9e Slalom DNF1 Reuzenslalom DNF1 Super DNF2 Supercombinatie |

### Wereldkampioenschappen
| Jaar | Plaats                 | Resultaten                                                    |
| ---- | ---------------------- | ------------------------------------------------------------- |
| 2009 | Val-d'Isère            | DNF1 Slalom DNF1 Reuzenslalom                                 |
| 2011 | Garmisch-Partenkirchen | 22e Super G 23e Reuzenslalom DNF2 Supercombinatie DNF1 Slalom |
| 2013 | Schladming             | 8e Reuzenslalom 13e Slalom                                    |
| 2015 | Vail/Beaver Creek      | 10e Slalom 23e Reuzenslalom DNF1 Combinatie DNF1 Super G      |
| 2017 | Sankt Moritz           | 6e Combinatie 19 Super G 20e Slalom 20e Reuzenslalom          |

### Wereldbeker
Eindklasseringen
| Seizoen   | Algm | AD  | SL  | RS  | SG  | SC   |
| --------- | ---- | --- | --- | --- | --- | ---- |
| 2008/2009 | 73e  | -   | 33e | 35e | -   | -    |
| 2009/2010 | 103e | -   | 43e | -   | -   | -    |
| 2010/2011 | 29e  | -   | 22e | 16e | 49e | 15e  |
| 2011/2012 | 21e  | -   | 10e | 26e | 44e | 12e  |
| 2012/2013 | 21e  | -   | 17e | 23e | 32e | 4e   |
| 2013/2014 | 21e  | 51e | 6e  | 19e | 19e | Goud |
| 2014/2015 | 28e  | -   | 11e | 34e | 31e | 5e   |
| 2015/2016 | 16e  | -   | 11e | 14e | 44e | 4e   |
| 2016/2017 | 14e  | -   | 15e | 15e | 30e | 7e   |
| 2017/2018 | 86e  | -   | 38e | 37e | -   | -    |
| 2018/2019 | 46e  | -   | -   | 24e | 23e | 13e  |
| 2019/2020 | 63e  | 30e | -   | 49e | 37e | 27e  |

Wereldbekerzeges
| Datum            | Plaats                | Onderdeel       |
| ---------------- | --------------------- | --------------- |
| 12 januari 2014  | Altenmarkt/Zauchensee | Supercombinatie |
| 28 februari 2016 | Soldeu                | Supercombinatie |